# Беланте
Беланте (итал. Bellante) је насеље у Италији у округу Терамо, региону Абруцо.
Према процени из 2011. у насељу је живело 984 становника. Насеље се налази на надморској висини од 342 м.

## Становништво
| 1931. | 1936. | 1951. | 1961. | 1971. | 1981. | 1991. | 2001. | 2011. |
| ----- | ----- | ----- | ----- | ----- | ----- | ----- | ----- | ----- |
| 5.099 | 6.345 | 6.882 | 5.850 | 4.706 | 5.242 | 6.296 | 6.935 | 7.160 |